# Monument la mormântul comun al victimelor fascismului (Tiraspol)
Monumentul la mormântul comun al victimelor fascismului este un monument amplasat pe str. Kirpicinaia Slobodka în Tiraspol, Republica Moldova. Este un monument istoric de importanță națională inclus în Registrul monumentelor Republicii Moldova ocrotite de stat cu nr. 50 (municipiul Tiraspol).